# Petri Heinonen
Petri Juhani Heinonen (Tampere, 12 settembre 1988) è un ex cestista finlandese.

## Palmarès
- Campionato finlandese: 2

Espoon Honka: 2007-08
Tampereen Pyrintö: 2013-14